# Lées-Athas
Lées-Athas is een gemeente in het Franse departement Pyrénées-Atlantiques (regio Nouvelle-Aquitaine) en telt 292 inwoners (2005). De plaats maakt deel uit van het arrondissement Oloron-Sainte-Marie.

## Geografie
De oppervlakte van Lées-Athas bedraagt 48,2 km², de bevolkingsdichtheid is 6,1 inwoners per km².
De onderstaande kaart toont de ligging van Lées-Athas met de belangrijkste infrastructuur en aangrenzende gemeenten.

## Demografie
Onderstaande figuur toont het verloop van het inwonertal (bron: INSEE-tellingen).